# Stanisław Pieszko
Stanisław Pieszko (lit. Stanislavas Peško; * 22. April 1941 in Notalinas, Rajongemeinde Vilnius; † 31. Januar 2024) war ein litauischer Politiker.

## Leben
1976 absolvierte Stanisław Pieszko das Diplomstudium der Mechanik am Institut für Mechanisation und Elektrifizierung der Landwirtschaft in Belarus. Von 1962 bis 1975 arbeitete er als Inspektor, Mechanisationsingenieur, Werkstattleiter und leitender Ingenieur der staatlichen technischen Inspektion in der Rajongemeinde Vilnius. Von 1975 bis 1990 war er Direktor im Betrieb des technischen Services in der Rajongemeinde Šalčininkai. Von 1990 bis 1992 war er Abgeordneter im Seimas.
Er war Vorstandsmitglied von Lietuvos lenkų sąjunga.